# Şenbolluk, İkizce
Şenbolluk là một xã thuộc huyện İkizce, tỉnh Ordu, Thổ Nhĩ Kỳ. Dân số thời điểm năm 2010 là 2.62 người.